# Holger Petzold
Holger Petzold (* 1944 in Owschlag) ist ein deutscher Schauspieler.

## Leben
Holger Petzold wurde in Deutschland geboren, verbrachte allerdings Teile seiner Kindheit in Brasilien. An einer Schauspielschule in Hamburg absolvierte er eine Schauspielausbildung und hatte Engagements an zahlreichen deutschen Theatern, neben anderen am Contra-Kreis-Theater in Bonn, am Berliner Schlosspark Theater oder an der Komödie Düsseldorf.
Daneben war Petzold vom Ende der 1960er-Jahre bis zum Ende der 1990er-Jahre umfangreich als Film- und Fernsehschauspieler aktiv. Große Popularität verschaffte ihm dabei die Rolle des Dr. Rens, den er von 1985 bis 1986 in der ZDF-Serie Die Schwarzwaldklinik verkörperte. Auch wurde Petzold in diversen anderen Serien regelmäßig in allerdings unterschiedlichen Charakteren besetzt. So spielte er in sieben Folgen der Serie Polizeiinspektion 1, in 16 Folgen von Der Alte und von 1978 bis 1997 in 23 Episoden der Reihe Derrick.
Als Synchronsprecher lieh er unter anderem Alan Dinehart in einer Neusynchronisation des Films Charlie Chan beim Pferderennen sowie auch Brian Dennehy seine Stimme. 1991 wirkte er in dem vom Westdeutschen Rundfunk produzierten Hörspiel Bei Anpfiff Mord von Horst Hensel und Heinrich Peuckmann unter der Regie von Klaus Wirbitzky mit.
Holger Petzold lebt mit seiner Familie auf Mallorca.

## Filmografie
- 1968: Layout
- 1969: Polizeifunk ruft (Fernsehserie, Folge: Blüten auf St. Pauli)
- 1970: Die Barrikade
- 1971: Die Journalistin (Fernsehserie, 1 Folge)
- 1972: Sonderdezernat K1 (Fernsehserie, Folge: Mord im Dreivierteltakt)
- 1974: Unter Ausschluß der Öffentlichkeit (Fernsehserie, Folge: Kindesaussetzung)
- 1974: Der Tote vom Sarntal
- 1974: Macbeth
- 1975: Die schöne Marianne
- 1975–1984: Aktenzeichen XY … ungelöst (Fernsehreihe, 18 Folgen, verschiedene Rollen)
- 1976: Der Anwalt (Fernsehserie, Folge: Ein Rocker)
- 1976: Tatort – Zwei Leben (Fernsehreihe)
- 1977: Achsensprung
- 1977: Das Gesetz des Clans
- 1978–1997: Derrick (Fernsehserie, 23 Folgen, verschiedene Rollen)
- 1978–1987: SOKO München (Fernsehserie, 3 Folgen, verschiedene Rollen)
- 1978: Kläger und Beklagte – Schuldunfähig
- 1979–1994: Der Alte (Fernsehserie, 16 Folgen, verschiedene Rollen)
- 1980: Der ganz normale Wahnsinn – Zwölftes Kapitel
- 1980–1988: Polizeiinspektion 1 (Fernsehserie, 7 Folgen, verschiedene Rollen)
- 1981: Frau über Vierzig – Tochter einer Mutter
- 1983: Tiefe Wasser
- 1983: Unsere schönsten Jahre (Fernsehserie, 2 Folgen)
- 1984: Verkehrsgericht (Fernsehserie, Folge: Christine F. verließ den Unfallort)
- 1985–1986: Die Schwarzwaldklinik (Fernsehserie, 16 Folgen)
- 1985: Tatort: Schicki-Micki
- 1986: Die Wächter – Unfälle passieren eben
- 1986: Väter und Söhne
- 1989: Feuersturm und Asche (Fernsehserie, 1 Folge)
- 1990: Heidi und Erni (Fernsehserie, Folge: Der verlorene Großvater)
- 1990: Ein Rebell wird geschmiedet
- 1994: Lutz & Hardy (Fernsehserie, 1 Folge)
- 1995: Forsthaus Falkenau (Fernsehserie, Folge: Die Intrige)
- 1997: Frauenarzt Dr. Markus Merthin (Fernsehserie, Folge: Liebe, längst vergessen)
- 1997: Geisterjäger John Sinclair: Die Dämonenhochzeit
- 1997: Dr. Stefan Frank – Der Arzt, dem die Frauen vertrauen (Fernsehserie, Folge: Wenn eine Kinderseele weint)
- 1998–1999: Die Straßen von Berlin (Fernsehserie, Folgen: Terror & Das Rote Pulver)
- 2007: Yo